# 尾関作十郎陶房
尾関作十郎陶房（おぜきさくじゅうろうとうぼう）は、愛知県犬山市にある犬山焼の窯元。

## 概要
もともと尾関家は尾張国春日井郡林村（現・愛知県小牧市林）で瓦を製造していたが、天保13年（1842年）に犬山城下で瓦製造株を取得し、犬山の現在地に移って初代尾関作十郎を名乗った。その後、丸山窯が廃止される際に譲り受け、瓦製造の余業として陶磁器の製造も行った。1883年（明治16年）11月には2代目の尾関作十郎信美が中心となって犬山陶器会社を設立している。1891年（明治24年）の濃尾地震や太平洋戦争などを経て、2020年代現在も犬山焼の窯元として営業を続けている。

## 歴代当主

### 初代

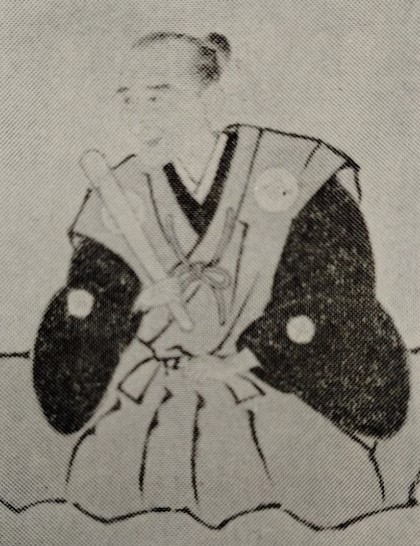
初代尾関作十郎

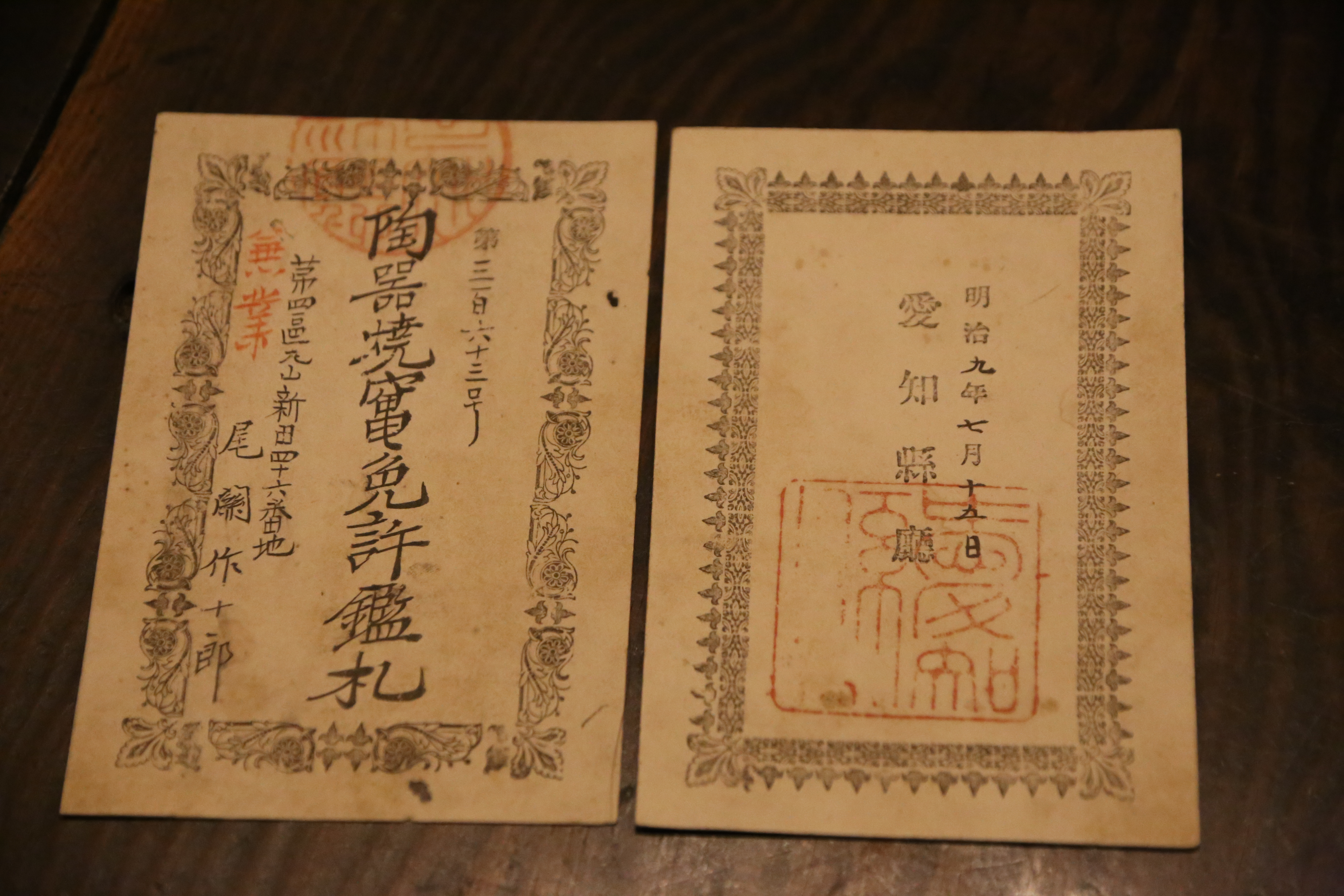
1877年の陶器焼窯免許鑑札

- 本名は信業[4]。隠居後には閑平と改名[5]。俳句もたしなみ俳号として閑夫と号した[6]。父は常八、母は河村氏という[7]。文化2年（1805年）4月5日、尾張国春日井郡林村（後の愛知県小牧市林）に生まれる[8]。幼少期には市岡猛彦に国学を学んだ[8]。
- 文政10年（1827年） - 父の常八が犬山藩の瓦職人市郎兵衛の株を譲り受けるものの、林村での家業を維持するため、長男である初代作十郎が分家し、犬山での事業を担うこととなった[8]。
- 天保13年（1842年） - 現在地に居宅を移す[8]。
- 嘉永3年（1850年） - 製茶業を兼業する[8]。
- 慶応2年（1866年） - 犬山に移り、加藤清蔵および水野宗兵衛の事業を手伝うようになる[4]。しばらくすると両者が事業をやめたため、その事業を継承することとなる[4]。本業である瓦製造については、2代作十郎に譲り、犬山焼の継続に注力する[9]。
- 1879年（明治12年）8月 - 死去[6]。

### 2代
- 本名は信美[10]。
- 1872年（明治5年） - 初代より家業を継ぐ[10]。
- 1883年（明治16年） - 事業が元士族らによる組織的経営となる[4]。
- 1888年（明治21年） - 組合立愛陶社設立[11]。
- 1891年（明治24年） - 濃尾地震により会社経営がたち行かなくなり、それぞれの個人経営へと移っていく[4]。
- 1896年（明治29年）11月 - 死去[4]。

### 3代
- 幼名は翼郎[12]。本名は信敬。

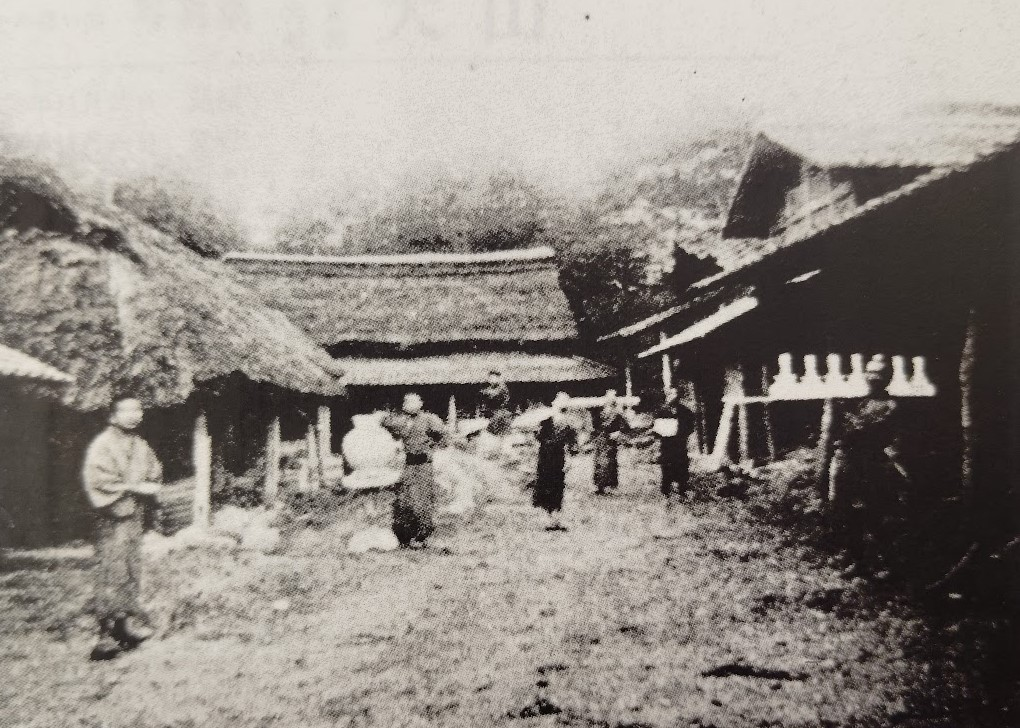
1912年の尾関作十郎陶房

- 1912年（大正元年） - 犬山陶器株式会社が設立される[11]。
- 1943年（昭和18年）12月13日 - 死去[12]。

### 4代
- 本名は博[13]。養子として尾関家に迎えられる[14]。
- 1938年（昭和13年） - 戦時体制として犬山焼窯元が統合して成立した犬山陶磁器有限会社の理事長となる[15]。
- 1943年（昭和18年） - 3代作十郎信敬の死去に伴い、4代作十郎となる[12]。

### 5代
- 本名は昇[13]。

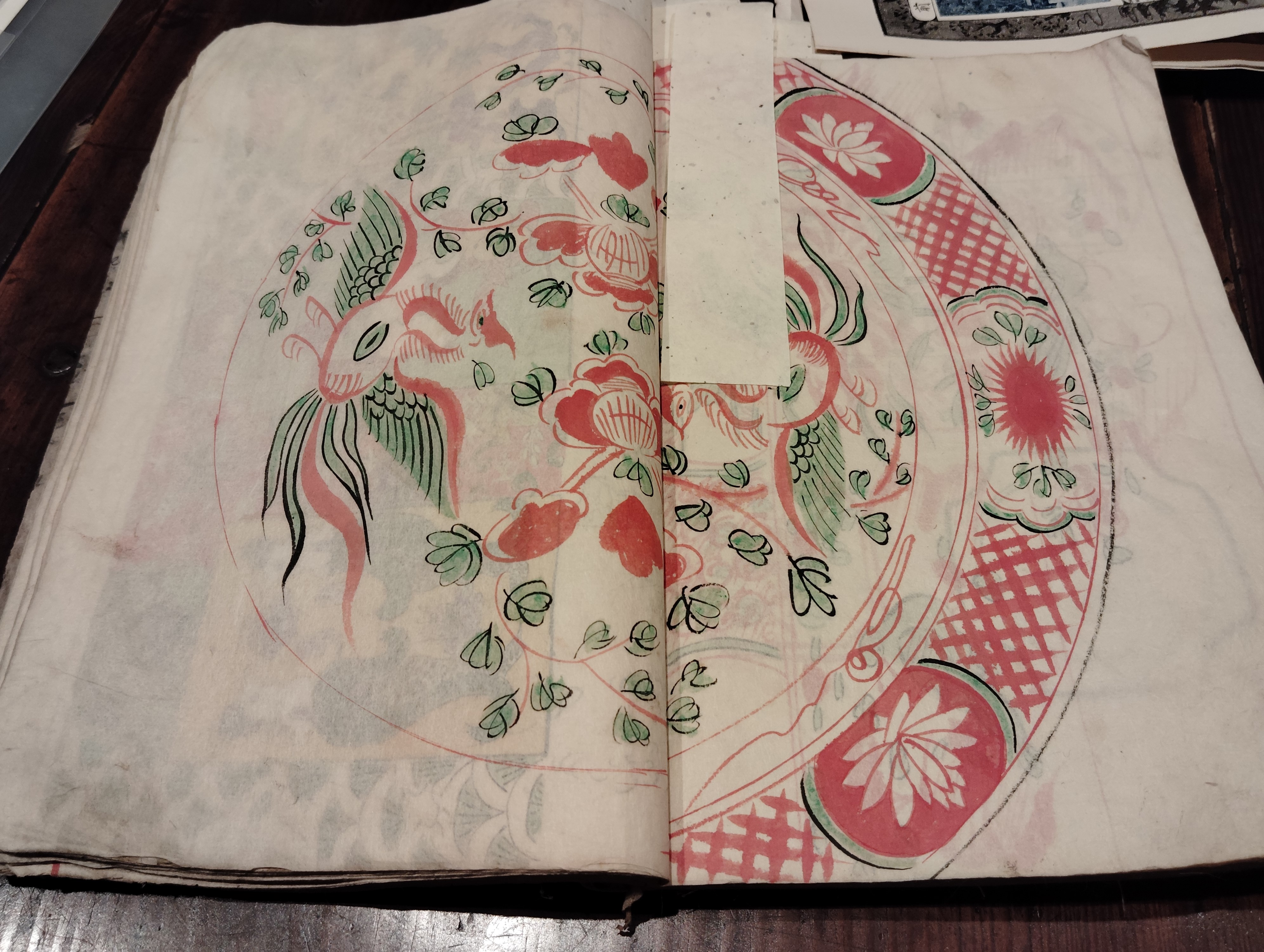
犬山焼陶器画帖

- 1906年（明治39年）6月15日 - 4代作十郎博の長子として誕生[13]。
- 1924年（大正13年）4月 - 東海中学校卒業後、京都市立陶磁器講習所に入所[13]。本人の志望は医師になることであったが、祖父の反対と当時の愛知県商品陳列所長原文次郎の説得により、同所に入所したのであった[16][注釈 1]。
- 1926年（大正15年）3月 - 講習所での生活を終え、犬山に帰郷[15]。家業に従事[15]。
- 1938年（昭和13年）ごろ - 犬山陶磁器有限会社の成立後、戦時下の生産統制に伴い、岩田工業に工場長として出向することとなる[12]。
- 1950年（昭和25年）ごろ - 襲名[18]。
- 2002年（平成14年） - 死去。

### 6代
- 本名は幸夫。
- 1937年（昭和12年）1月11日 - 誕生。
- 愛知県立瀬戸窯業高等学校専攻科を卒業後、瀬戸窯業高校で助手を務めた後、ろくろ師となる。1950年代以降の5代作十郎の窯印の作品の大半は6代が製作したものである。6代は自身の窯印を持たなかった。
- 2017年（平成29年）12月6日 - 死去。

### 7代
- 本名は立志[新聞 1]。

愛知県立瀬戸窯業高等学校専攻科を卒業し、京都・清水焼の窯元で3年半絵付けの修行を行うと、その後犬山に帰郷した。
1999年（平成11年）8月23日には尾関家住宅の主屋と土蔵が登録有形文化財に登録された。7代目は登録有形文化財所有者の会である愛知登文会にも所属しており、2020年（令和2年）には「オンラインあいたて博」として愛知登文会の公式YouTubeチャンネルで動画が公開された。
2018年（平成30年）以降には、あいちヘリテージマネージャーの建築士や現代美術家の水谷イズルなどと協働で、「犬山焼窯元尾関家古民家再生プロジェクト」を進めている。再生プロジェクトの過程ではクラウドファンディングも実施した。2024年（令和6年）4月5日には喫茶わんと蔵ギャラリー作十郎をオープンさせ、記念イベントとして4月5日から6月9日まで「谷中美佳子展」を開催した。谷中美佳子は栃木県出身の日本画家であり、女子美術大学芸術学部絵画学科日本画専攻を卒業、東京芸術大学大学院美術研究科文化財保存学専攻を修了している。東京芸術大学時代には安宅賞を受賞し、2024年（令和6年）にはSeeds山種美術館日本画アワードでも入選した。

## 建築
「尾関家住宅主屋」と「尾関家住宅土蔵」が登録有形文化財に登録されている。主屋の南側には板塀や庭門で囲われた前庭があり、常滑焼の陶工が製作した1924年（大正13年）の銘を持つ陶製灯籠、瀬戸の加藤春岱の作と伝わる志野焼の石灯籠などがある。かつて主屋の北側には離れがあり、主屋、離れ、蔵は縁側で回廊のように結ばれていたが、離れは取り壊された。
- 喫茶わん（主屋）
- 座敷ギャラリー（主屋）
- 蔵ギャラリー作十郎（土蔵）
- 尾関作十郎陶房ショップ（別棟）

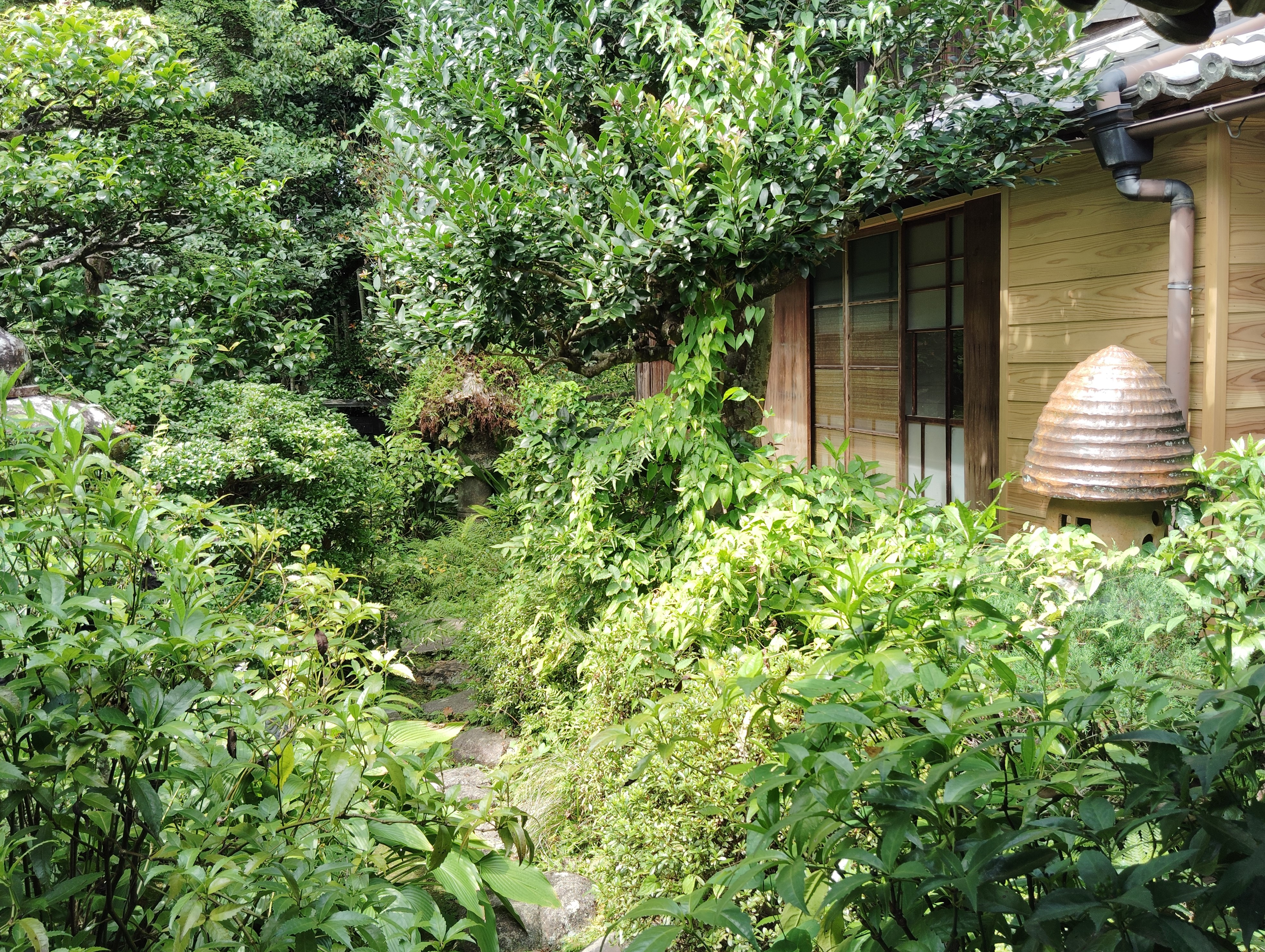
前庭
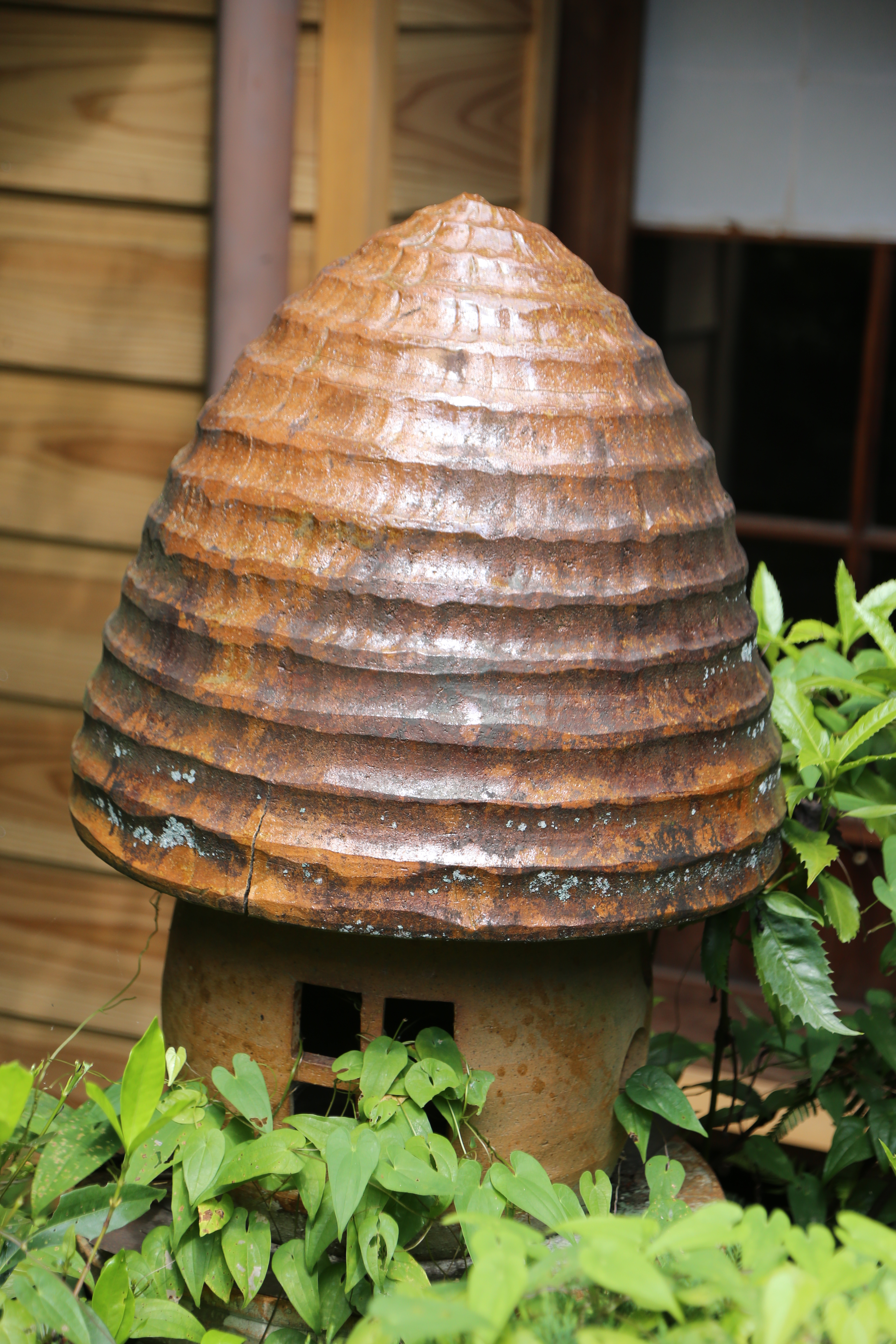
常滑焼の陶製灯籠
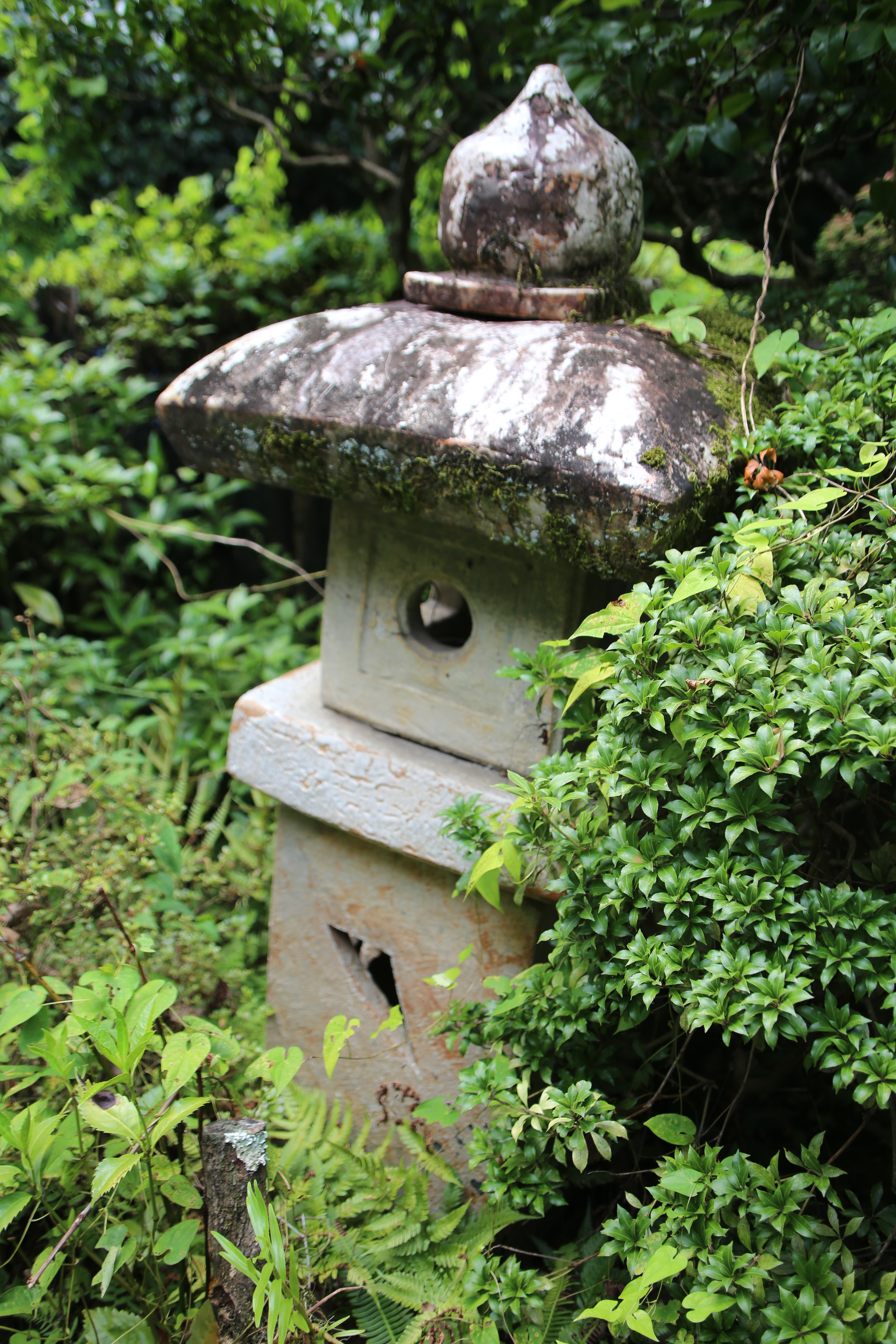
志野焼の石灯籠
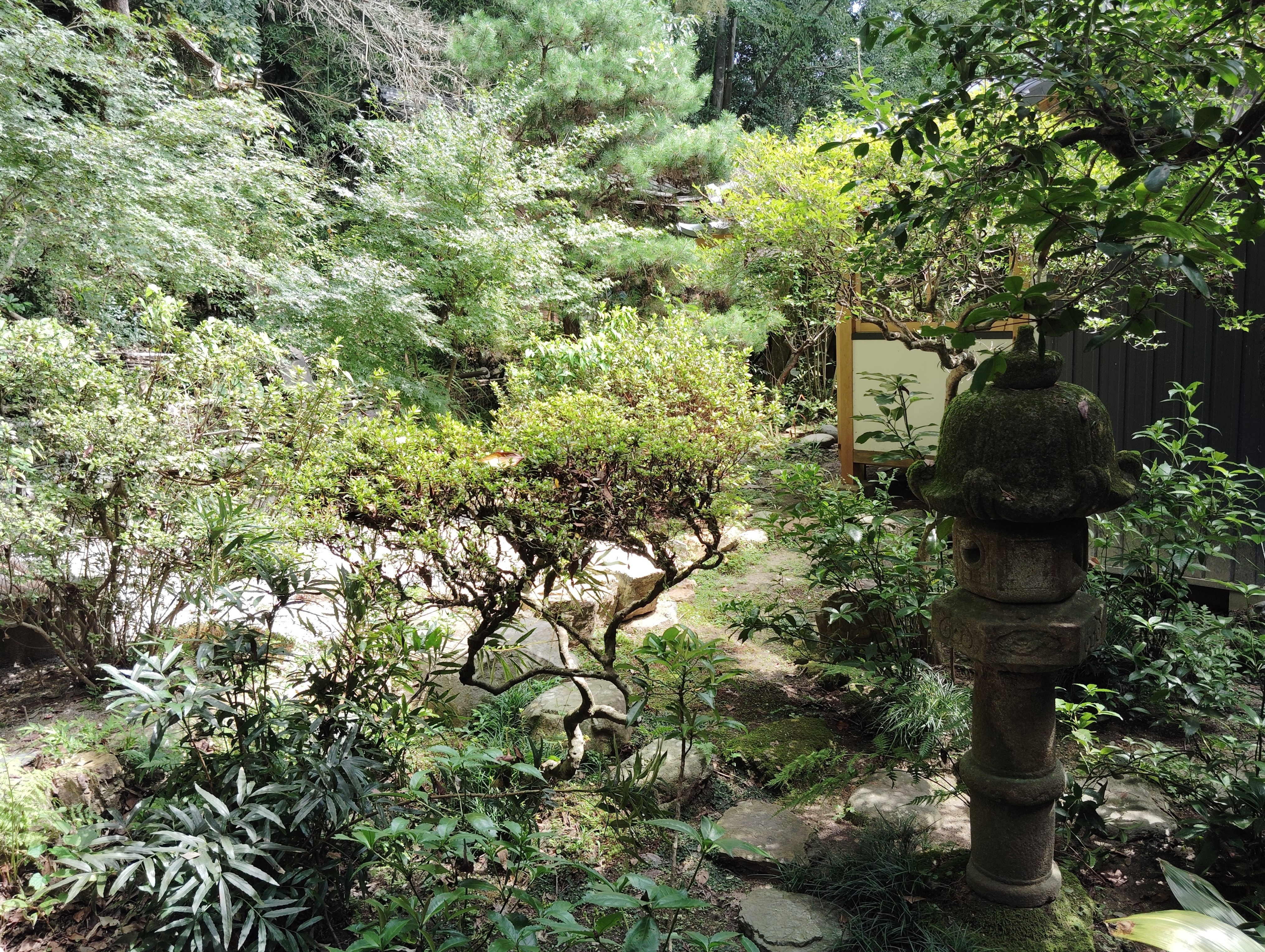
中庭

- 前庭
- 常滑焼の陶製灯籠
- 志野焼の石灯籠
- 中庭

### 主屋
現在地に移転された天保13年（1842年）に建てられた、瓦葺切妻屋根、平入の2階建である。1階の西側には西から8畳間の座敷、8畳間の次の間、6畳間の次の間の3室が並んでおり、その北側には仏間や納戸などがある。主屋の東側は土間となっている。
2024年（令和6年）4月5日には主屋の北側で古民家カフェの喫茶わんが営業を開始し、主屋南側の座敷（8畳間）・次の間（8畳間）・次の間（6畳間）の3部屋が座敷ギャラリーとなった。

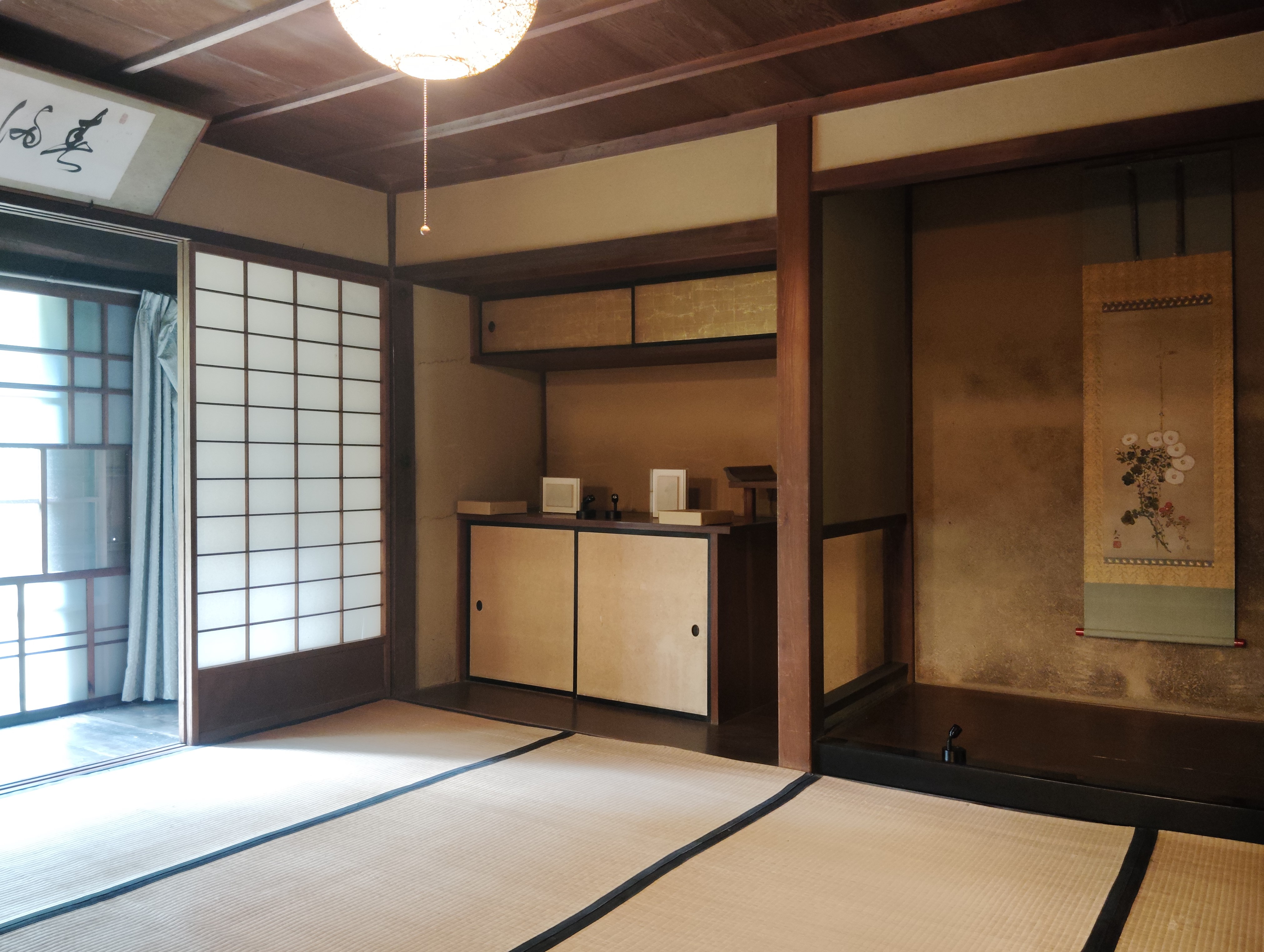
座敷
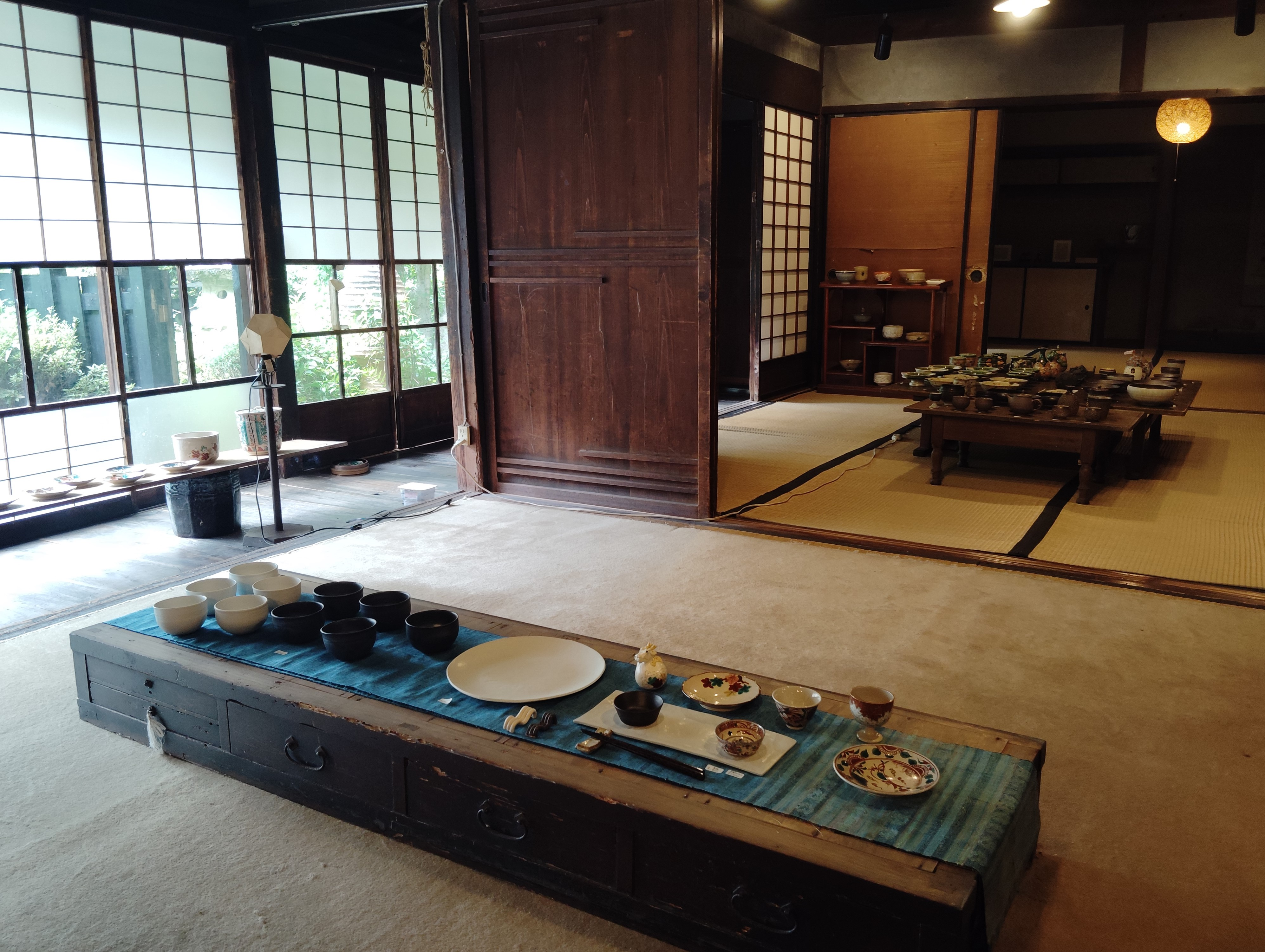
座敷ギャラリー
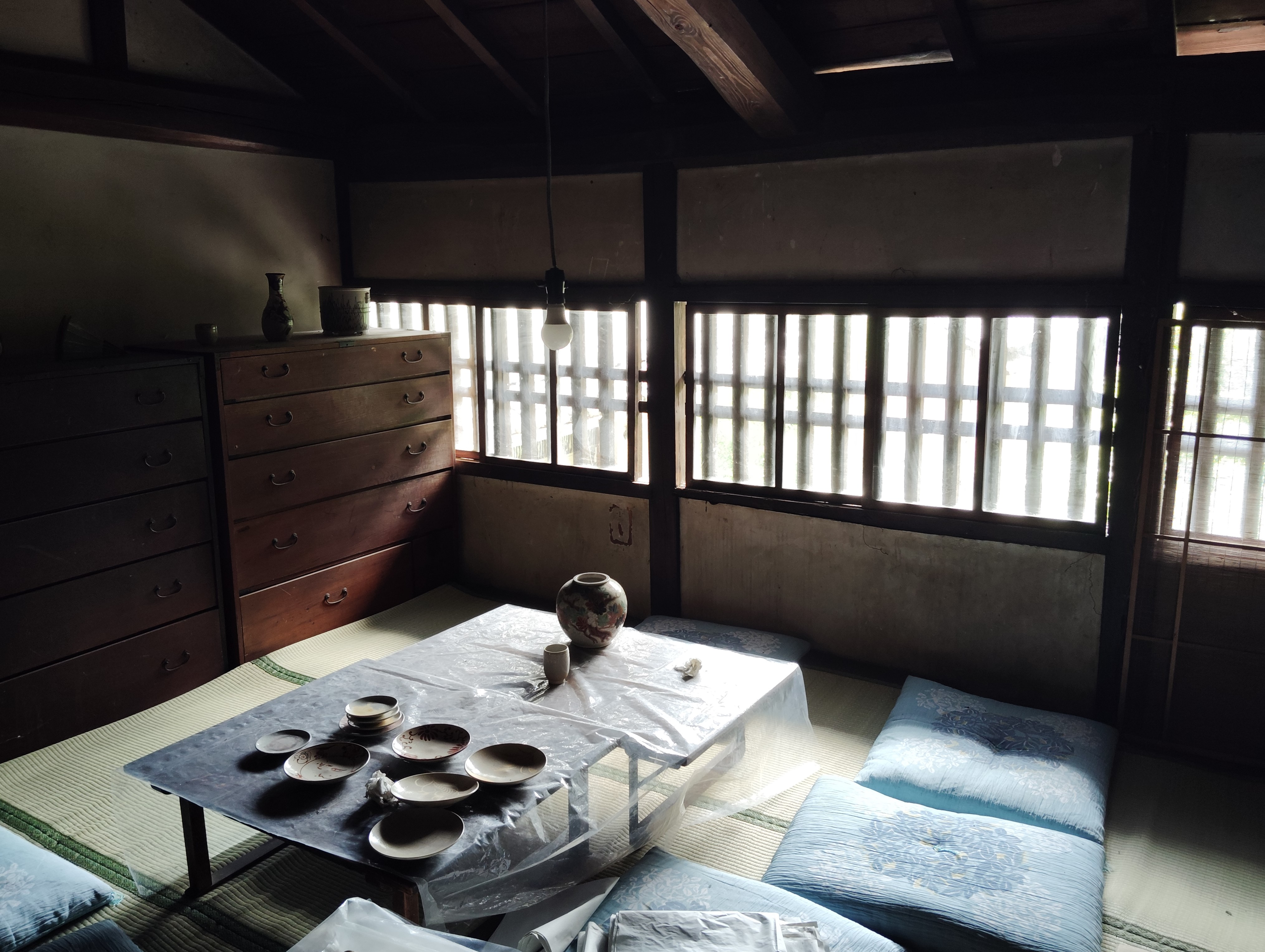
つし
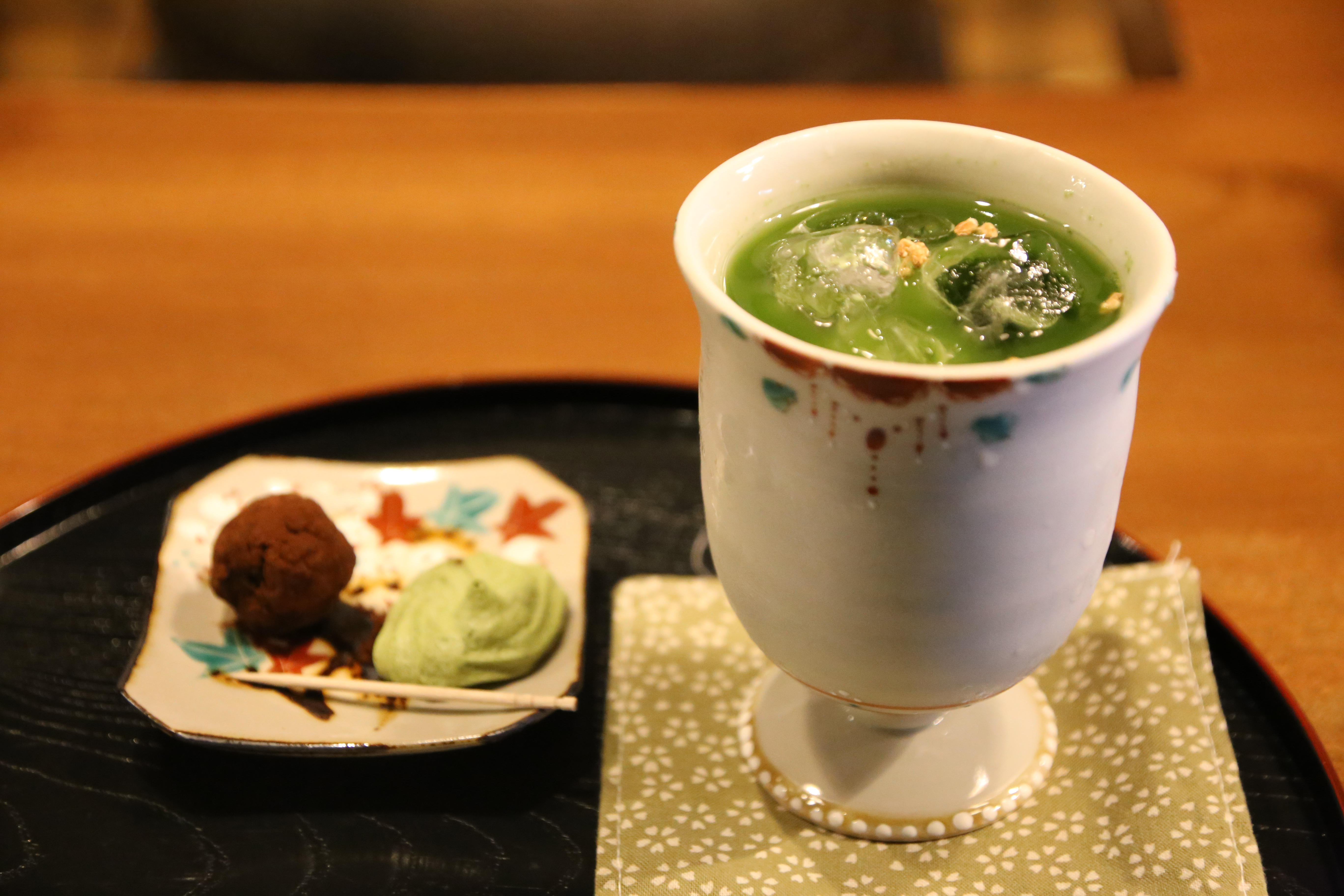
喫茶わん
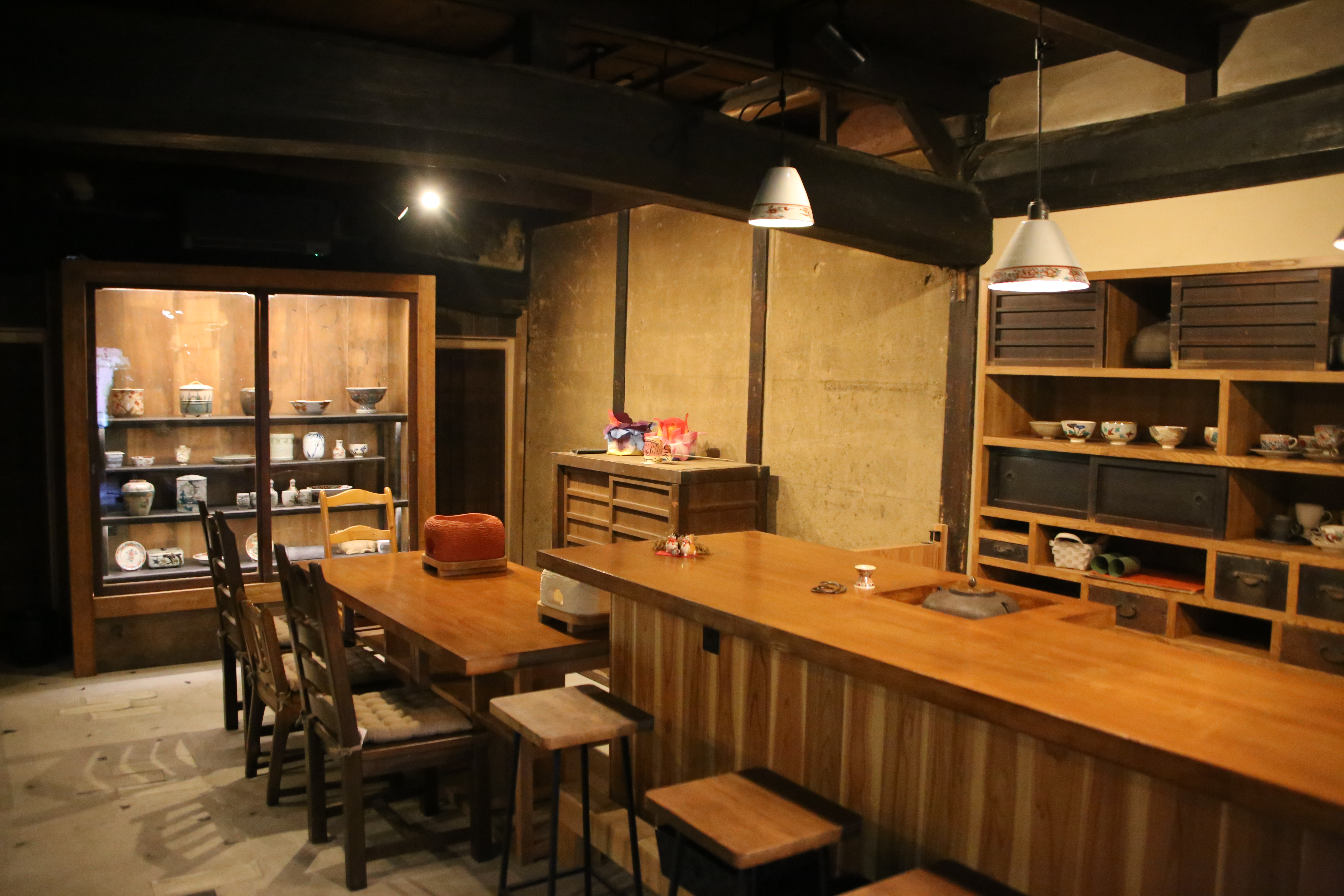
喫茶わん
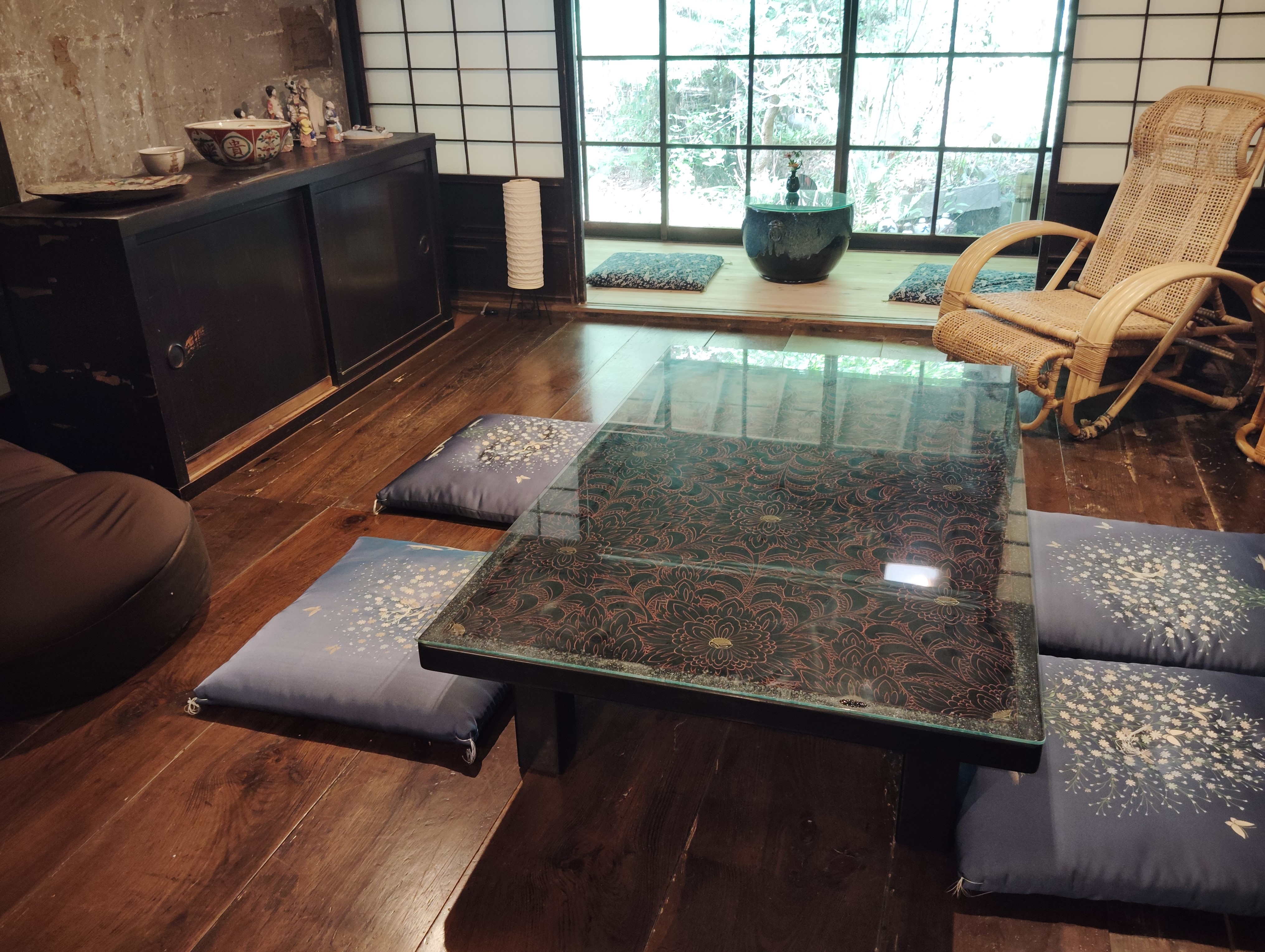
喫茶わん

### 土蔵
主屋の北西側には2階建の土蔵が建っている。桁行は4間、梁間は2間であり、中庭に面する東側には1間分の庇が設けられている。南側は主屋の仏間北側にある縁側に接続している。主屋より後の時代に建てられたとされる。
2024年（令和6年）には土蔵の内部が蔵ギャラリー作十郎という名称のレンタルギャラリーやイベントスペースとなった。

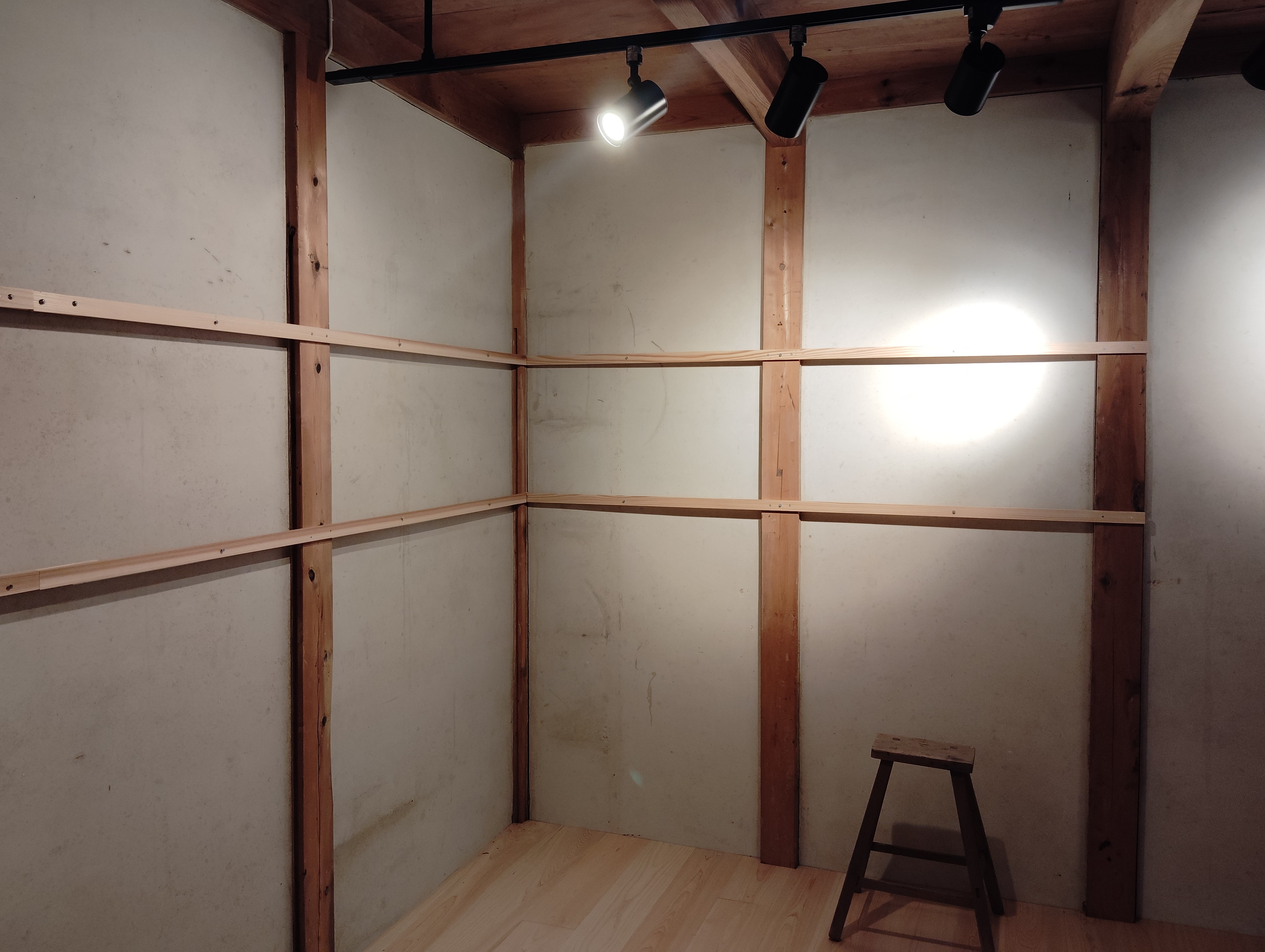
蔵ギャラリー作十郎
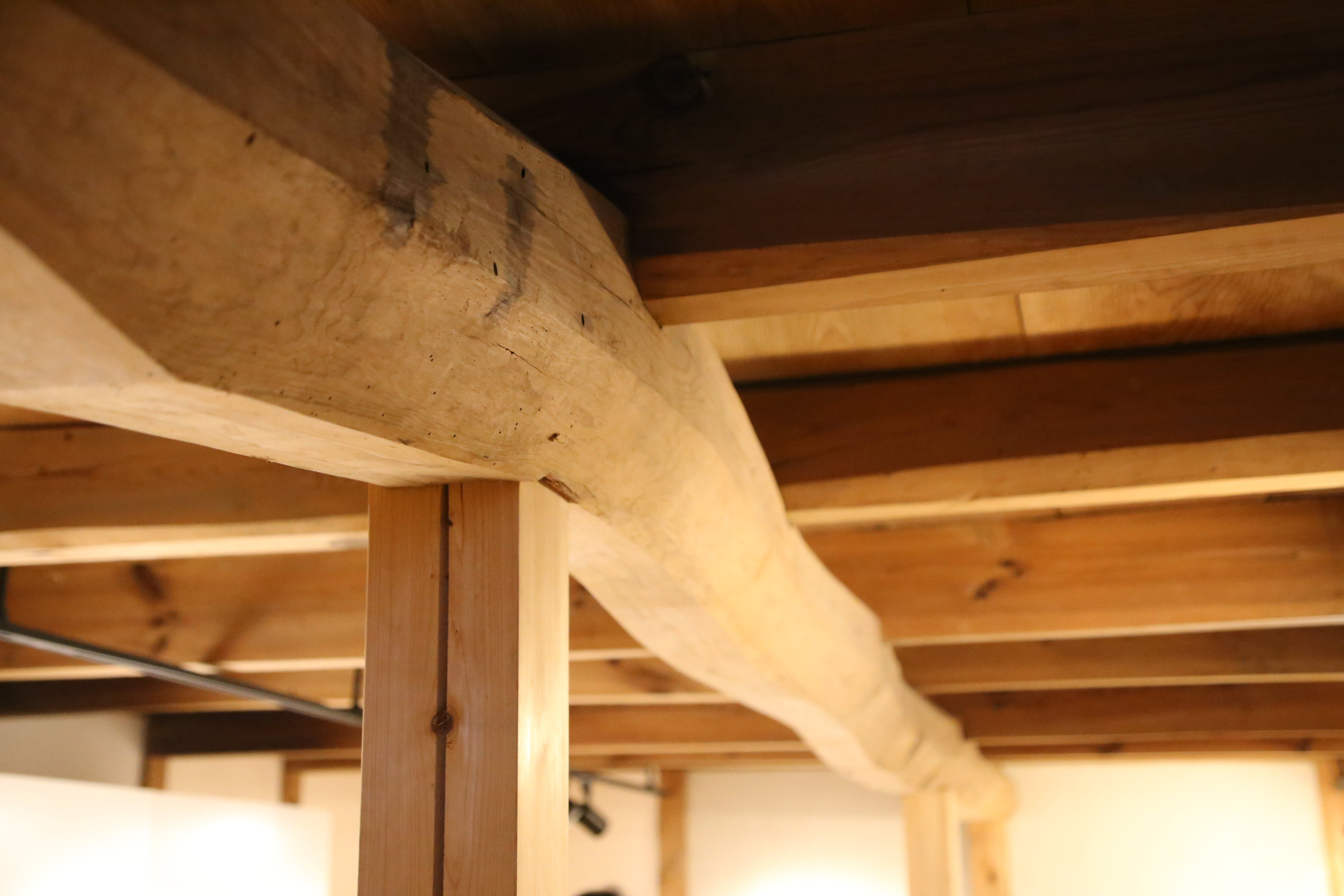
土蔵の梁